# Oskar Goßler
Oskar Goßler ou Gossler est un rameur allemand né le 26 juin 1875 à Hambourg et mort le 15 février 1953 dans un lieu inconnu. Il est membre du Germania Ruder Club de Hambourg.

## Biographie
Oskar Goßler, membre du Germania Ruder Club de Hambourg, dispute l'épreuve de quatre avec barreur aux côtés de ses frères Gustav et Carl ainsi que de Walter Katzenstein et Waldemar Tietgens aux Jeux olympiques d'été de 1900 à Paris. Les cinq allemands remportent la médaille d'or. Goßler dispute aussi l'épreuve de huit, où il terminera 4e.